# Hypena zillana
Hypena zillana là một loài bướm đêm trong họ Erebidae.